# Kreuzauffindungskapelle

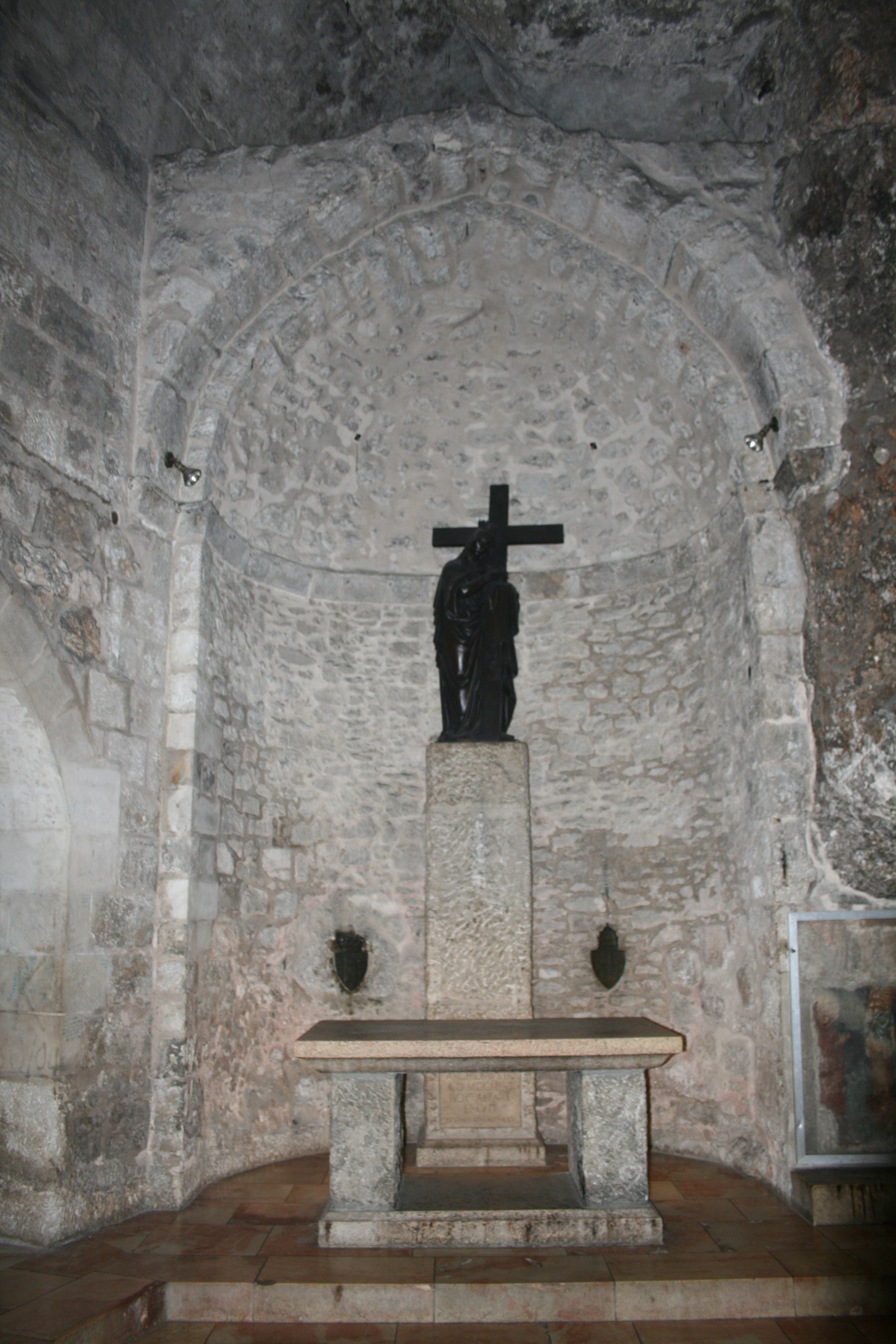
Statue der heiligen Helena in der Kreuzauffindungskapelle

Die Kreuzauffindungskapelle  ist eine römisch-katholische Kapelle und Teil der Grabeskirche in Jerusalem.

## Beschreibung
Durch die St.-Helena-Kapelle absteigend gelangt man zum tiefsten Punkt der Grabeskirche. Hier soll sich nach der Legende die Kreuzauffindung zugetragen haben. An den Wänden haben sich schwache Spuren von Fresken aus dem 12. Jahrhundert erhalten, während an der Decke Bearbeitungsspuren zu sehen sind, die auf einen alten Steinbruch schließen lassen. Der Putz an den Wänden ist reich an Asche, wie er allgemein zur Zeit Christi für den Bau unterirdischer Zisternen verwendet wurde.

## Legende
Die Legende der Kreuzauffindung ist in unterschiedlichen Versionen überliefert. Nach einer Version reiste Helena, die Mutter des römischen Kaisers Konstantin, ins Heilige Land, wo bei auf ihre Weisung veranlassten Grabungen das Kreuz Christi um das Jahr 325 gefunden wurde.